# Banco de Comercio y Desarrollo de la Organización de Cooperación Económica
El Banco de Comercio y Desarrollo de la Organización de Cooperación Económica (que en inglés se autodenomina ECO Trade and Development Bank y emplea las siglas ETDB) es un banco multilateral de desarrollo regional creado bajo los auspicios de la Organización de Cooperación Económica (OCE, cuyos miembros son Afganistán, Azerbaiyán, Irán, Kazajistán, Kirguistán, Pakistán, Tayikistán, Turquía, Turkmenistán y Uzbekistán; no debe confundirse con la Organización para la Cooperación y el Desarrollo Económicos), para promover el desarrollo socioeconómico y el comercio intrarregional entre los estados miembros de la OCE.  Su presidente es Mohammad Hashem Botshekan, de Irán.
El ETDB se fundó en 2005 y su sede se encuentra en Estambul. Inició sus operaciones en 2008. Tiene oficinas de representación en Teherán y Karachi.
El objetivo principal del banco es proporcionar recursos financieros para proyectos de inversión y programas de desarrollo en los países miembros.